# Zenit (entreprise)
Pour les articles homonymes, voir Zenit.

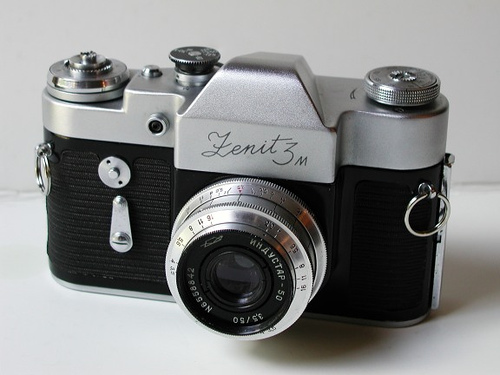
Zenit 3M.

Zenit (russe : Зенит) est une marque soviétique puis russe d'appareils photos, produits par les usines KMZ (Krasnogorskii Mekhanitcheskii Zavod) à partir de 1952 à Krasnogorsk, dans la banlieue de Moscou, et à partir des années 1970 par Biélomo à Vilieïka (russe : Вилейка) en Biélorussie. La marque Zenit est associée aux reflex 35 mm.

## Historique
Dans les années 1950 et au début des années 1960, KMZ attribuait des noms aux nouveaux modèles, tels que les reflex « Start » (1959), « Crystal » (1961) et « Narcisse » (1961). Par la suite, l'usine revint à l'utilisation de la marque commune - « Zenit » pour les appareils réflex et « Zorki » pour les appareils à télémètre.
Les appareils photo reflex « Zenit » furent exportés sous les marques commerciales « Zenit », « Zeniflex », « Revue », « Revueflex », « Cambron », « Kalimar », « Prinzflex », « Meprozenit », « Phokina », « Spiraflex », etc. À son tour, la marque « Zenit » fut utilisée pour exporter la production d'autres entreprises soviétiques. Il y a eu aussi des cas d'utilisation abusive de la marque « Zenit » par des fabricants étrangers de matériel photographique, pour la plupart asiatiques.
Le dernier modèle de la KMZ - « Zenit-KM » (2001) disposait d'un obturateur électronique, d'un système numérique de contrôle d'exposition automatique, d'un moteur, d'une monture à baïonnette de type K. Après la sortie de cet appareil, le développement de nouveaux reflex (ou de tout équipement photographique) fut interrompu par KMZ.

## Appareils reflex «Zenit»
Il existe plus de 40 modèles d'appareils photo de la série « Zenit », dont la plupart sont de conception KMZ. Tous sont conçus pour l'utilisation de films type 135 et leurs objectifs  sont interchangeables. La plupart des modèles sont équipés d'obturateur plan-focal en tissu ou à lamelles, et seuls les modèles de la famille « Zenit-4 », « Zenit-5 », « Zenit-6 » ont un obturateur central.

### Modèles les plus répandus

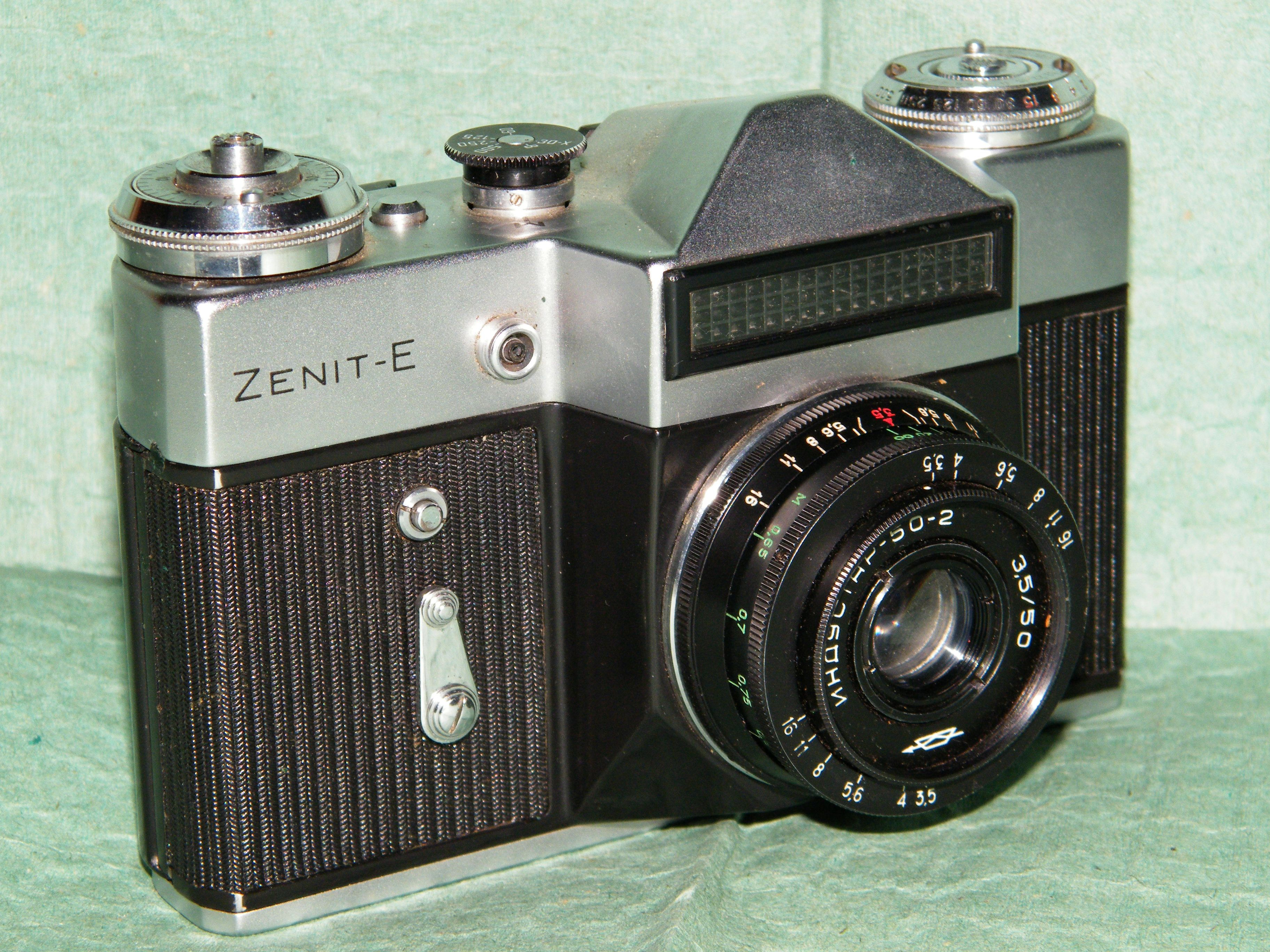
Zenit-E.

Le modèle le plus répandu est le « Zenit-E » (1965-1982) produit dans les deux usines à plus de huit millions d'exemplaires. 
Autres modèles populaires : 
- « Zenit-3M » - 1962-1970, 781 678 exemplaires, ainsi que 65 433 copies Sous le nom de « Crystal » ;
- « Zenit-ET » - 1981-1995, environ trois millions d'exemplaires sur les deux usines ;
- « Zenit-12SD », « Zenith-12XP » - 1983-2000, 2 019 196 exemplaires ;
- « Zenit-122 » - 1989-2005, produit à 1 971 745 exemplaires.

### Modèles intéressants

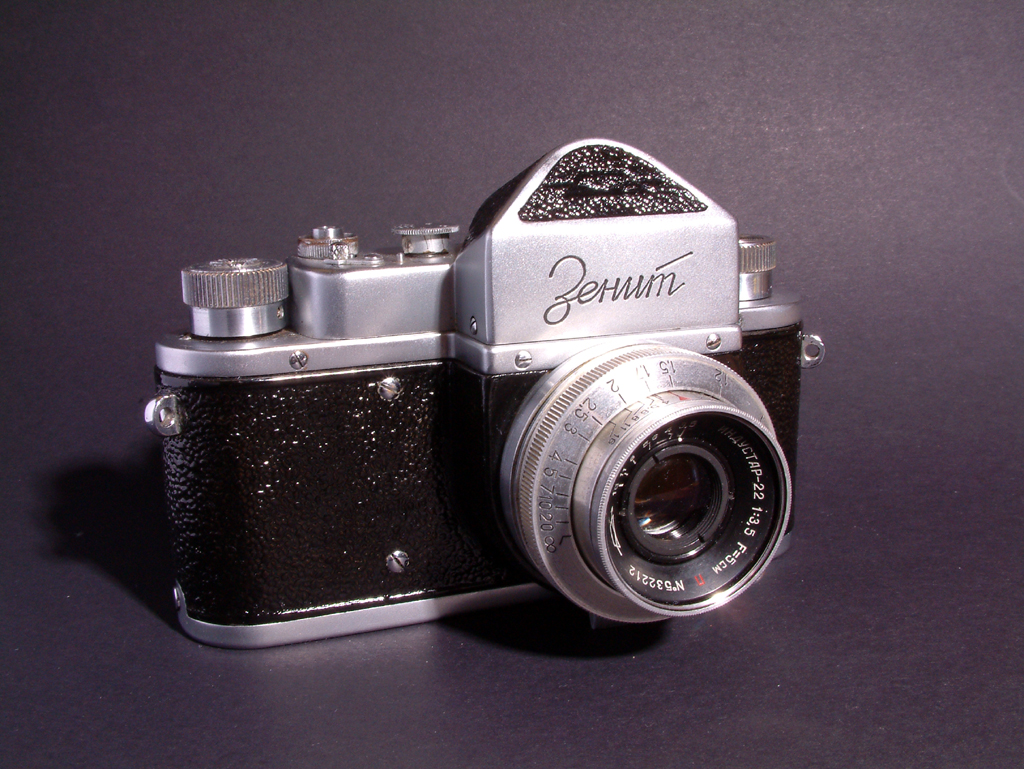
Zenit.

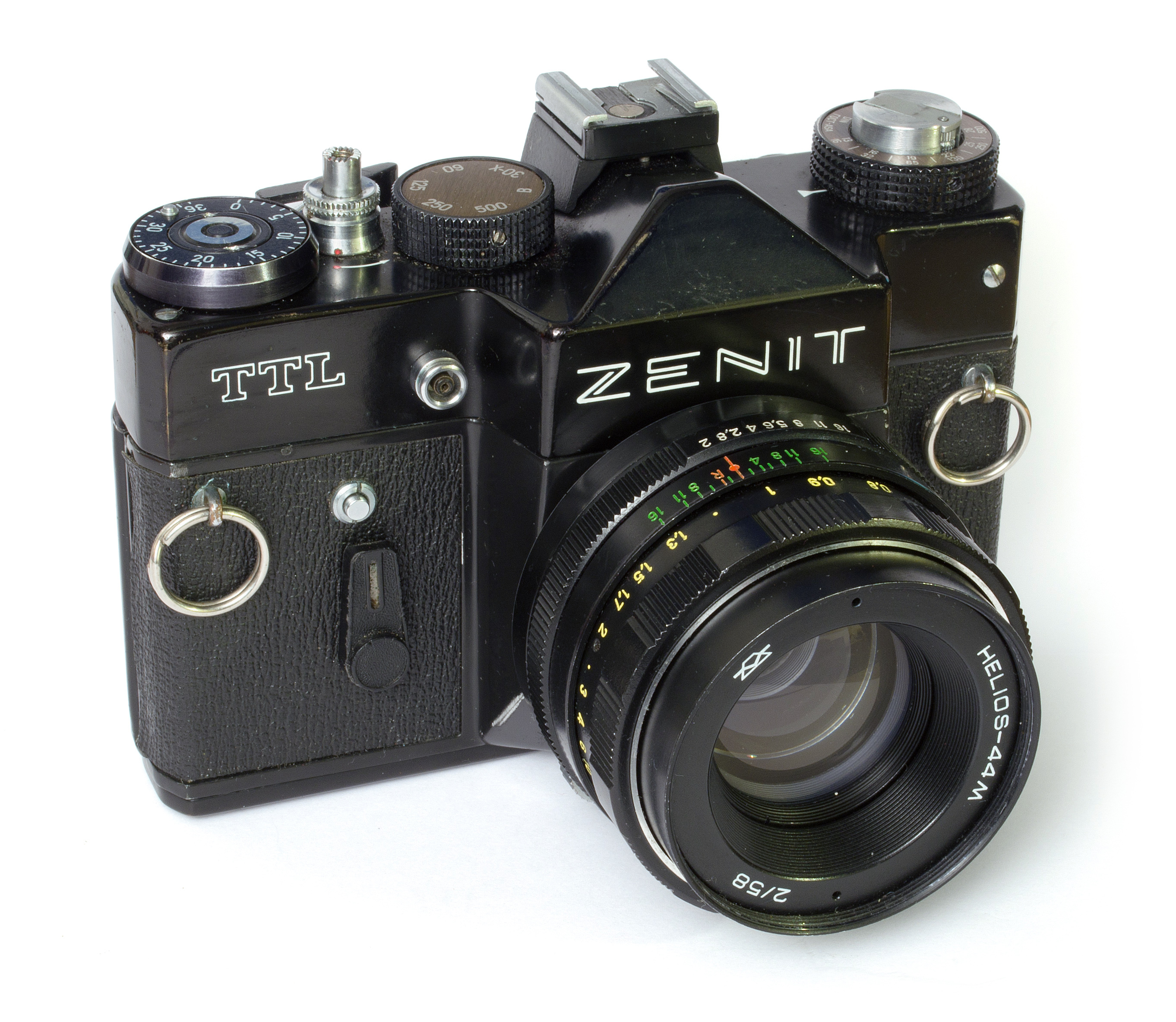
Zenit-TTL.

- « Zenit » - 1952, premier appareil photo sous cette marque - mesure de distance basée sur le modèle « Zorki »
- « Zenit-5 » - 1964, le premier appareil photo de série  polyvalent à entraînement électrique
- « Zenit-6 » - 1964, le premier appareil photo soviétique avec un objectif à focale variable « Rubin-1TS »
- « Zenit-D » - 1969, reflex automatique
- « Zenit-16 » - 1972, reflex avec boîtier de l'objectif en plastique
- « Zenit-TTL » - 1976, reflex mono-objectif à TTL
- « Zenit-19 » - 1979

### Séries spéciales
- « Zenit-ES »
- « Zenit-12sds »
- « Zenit-122S », repris par Canon avec son « Photosniper »
- « Zenit-122 spéciale édition 50e anniversaire », très peu d'exemplaires

## Montures
- Filetage M39 × 1/45,  2 (modèle de développement  des années 1950 - début des années 1960)
- Filetage M42 × 1/45, 5 (la première fois sur le modèle « Zenit-E » de 1967)
- Diverses montures de conception propriétaire, et peu diffusées (« Start », « Zenit-7 », « Zenit-D », la famille « Zenit-4 »)
- À baïonnette K *, montage géométriquement compatible « Pentax monture K » (la première fois sur le modèle « Zenit-avtomat », 1984)